# سانغانو
سانغانو هي بلدية في مدينة تورين الحضرية في منطقة بيدمونت الإيطالية , وتقع على بعد حوالي 20 كيلومترًا (12 ميلًا ) غرب تورين. سالجال سانجانو على حدود البلديات التالية: ريانو, فيلاباسي , ترانا , ريفاليتا دي تورينو,برويون و بيوساسكو.